# Ischnopterix
Ischnopterix là một chi bướm đêm thuộc họ Geometridae.